# Sonseca (ort)
Sonseca är en ort i Spanien.   Den ligger i provinsen Toledo och regionen Kastilien-La Mancha, i den centrala delen av landet, 90 km söder om huvudstaden Madrid. Sonseca ligger 755 meter över havet och antalet invånare är 11 265.
Terrängen runt Sonseca är huvudsakligen platt, men åt nordväst är den kuperad. Runt Sonseca är det ganska glesbefolkat, med 35 invånare per kvadratkilometer. Sonseca är det största samhället i trakten. Trakten runt Sonseca består till största delen av jordbruksmark.